# Будишић
Будишић је насеље у Србији у општини Мали Зворник у Мачванском округу. Према попису из 2022. било је 205 становника.

## Демографија
У насељу Будишић живи 197 пунолетних становника, а просечна старост становништва износи 38,8 година (37,3 код мушкараца и 40,2 код жена). У насељу има 87 домаћинстава, а просечан број чланова по домаћинству је 2,86.
Ово насеље је великим делом насељено Србима (према попису из 2002. године), а у последња три пописа, примећен је пад у броју становника.
|  |

| Демографија | Демографија | Демографија |
| Година      | Становника  | Становника  |
| ----------- | ----------- | ----------- |
| 1948.       | 306         |             |
| 1953.       | 481         |             |
| 1961.       | 346         |             |
| 1971.       | 308         |             |
| 1981.       | 328         |             |
| 1991.       | 278         | 272         |
| 2002.       | 249         | 259         |

| Етнички састав према попису из 2002.‍ | Етнички састав према попису из 2002.‍ | Етнички састав према попису из 2002.‍ | Етнички састав према попису из 2002.‍ | Етнички састав према попису из 2002.‍ |
| ------------------------------------ | ------------------------------------ | ------------------------------------ | ------------------------------------ | ------------------------------------ |
|                                      |                                      |                                      |                                      |                                      |
| Срби                                 | Срби                                 |                                      | 247                                  | 99,19%                               |
| Буњевци                              | Буњевци                              |                                      | 1                                    | 0,40%                                |
| непознато                            | непознато                            |                                      | 1                                    | 0,40%                                |

| Година пописа     | 1948. | 1953. | 1961. | 1971. | 1981. | 1991. | 2002. |
| ----------------- | ----- | ----- | ----- | ----- | ----- | ----- | ----- |
| Број домаћинстава | 54    | 79    | 60    | 65    | 84    | 98    | 87    |

| Број чланова      | 1  | 2  | 3  | 4  | 5 | 6 | 7 | 8 | 9 | 10 и више | Просек |
| ----------------- | -- | -- | -- | -- | - | - | - | - | - | --------- | ------ |
| Број домаћинстава | 18 | 25 | 11 | 22 | 7 | 3 | 1 | 0 | 0 | 0         | 2,86   |

| Пол    | Укупно | Неожењен/Неудата | Ожењен/Удата | Удовац/Удовица | Разведен/Разведена | Непознато |
| ------ | ------ | ---------------- | ------------ | -------------- | ------------------ | --------- |
| Мушки  | 99     | 30               | 62           | 6              | 1                  | 0         |
| Женски | 104    | 13               | 64           | 24             | 1                  | 2         |
| УКУПНО | 203    | 43               | 126          | 30             | 2                  | 2         |

| Пол    | Укупно                    | Пољопривреда, лов и шумарство | Рибарство                            | Вађење руде и камена | Прерађивачка индустрија       |
| ------ | ------------------------- | ----------------------------- | ------------------------------------ | -------------------- | ----------------------------- |
| Мушки  | 59                        | 2                             | 0                                    | 0                    | 27                            |
| Женски | 17                        | 4                             | 0                                    | 0                    | 4                             |
| УКУПНО | 76                        | 6                             | 0                                    | 0                    | 31                            |
| Пол    | Производња и снабдевање   | Грађевинарство                | Трговина                             | Хотели и ресторани   | Саобраћај, складиштење и везе |
| Мушки  | 8                         | 9                             | 6                                    | 0                    | 0                             |
| Женски | 0                         | 0                             | 0                                    | 4                    | 0                             |
| УКУПНО | 8                         | 9                             | 6                                    | 4                    | 0                             |
| Пол    | Финансијско посредовање   | Некретнине                    | Државна управа и одбрана             | Образовање           | Здравствени и социјални рад   |
| Мушки  | 0                         | 3                             | 0                                    | 0                    | 0                             |
| Женски | 0                         | 0                             | 1                                    | 1                    | 1                             |
| УКУПНО | 0                         | 3                             | 1                                    | 1                    | 1                             |
| Пол    | Остале услужне активности | Приватна домаћинства          | Екстериторијалне организације и тела | Непознато            | Непознато                     |
| Мушки  | 1                         | 0                             | 0                                    | 3                    | 3                             |
| Женски | 1                         | 0                             | 0                                    | 1                    | 1                             |
| УКУПНО | 2                         | 0                             | 0                                    | 4                    | 4                             |